# Новоудинский музей Сталина
Новоудинский мемориальный музей И. В. Сталина существовал в селе Новая Уда (Усть-Удинский район, Иркутская область) с 1935 по 1961 год и включал в себя комплекс объектов, связанных с пребыванием в селе в ссылке в 1903—1904 годах советского политического и государственного деятеля И. В. Сталина.

## История музея
Музей был создан в 1935 году в память о пребывании Секретаря ЦК ВКП(б) И. В. Сталина в ссылке в селе Новоудинское Балаганского уезда Иркутской губернии с 17(30) ноября 1903 по 5(18) января 1904 года в бытность его революционной деятельности. По распространенной в современной литературе версии, об этом местным властям стало известно в начале 1930-х годов от местной жительницы Марфы Ивановны Литвинцевой, узнавшей в газетном (в других источниках — школьном) портрете И. В. Сталина бывшего постояльца их дома.
В начале 1934 года местные школьники по предложению директора школы А. К. Позднякова написали письмо Сталину и в феврале получили ответ («ответ пришел быстро, <...> доставили его не по почте, а трое военных»), в котором лидер Советского Союза, в частности, писал: «Очень тронут вашим приветствием. Желаю вам здоровья и успехов в учении и в общественной работе». Вместе с письмом Сталин от своего имени, а также от имени председателя Совета Народных Комиссаров СССР В. М. Молотова, народного комиссара обороны СССР К. Е. Ворошилова и народного комиссара путей сообщения СССР Л. М. Кагановича школьникам прислал подарки: большой черный радиоприёмник, патефон с пластинками, книги.
В феврале 1934 года о Новой Уде узнала вся страна: о селе писали газеты, журналы, слагались стихи и песни; письмо школьников было опубликовано в газете. Еще до ответа Сталина, в районо поступила телеграмма от наркома просвещения РСФСР А. С. Бубнова, в которой он приглашал на каникулы новоудинских школьников в Москву; затем поступило оборудование для трех школьных мастерских. Летом 1934 года в район стали доходить телеграммы, что в район направляют учителей из Москвы и Ленинграда; многие из приехавших учителей впоследствии остались работать в Усть-Уде. Именем Сталина в селе назвали местный колхоз, клуб и школу. Приехавшие в Москву по приглашению ново-удинские пионеры встретились также с заместителем народного комиссара просвещения РСФСР Н. К. Крупской. Вскоре в село стали приезжать делегации со всего Советского Союза.
В итоге в 1935 году в бывшем одноэтажном здании волостной управы был открыт музей. Создание музея обязывало также улучшить быт сельских жителей: в Новой Уде была построена электростанция, а по деревне курсировал единственный в районе автобус. При музее были построены гостиница, баня. Суда, проходящие по реке Ангаре, приставали в знаменитом месте.
В апреле 1952 года село Новая Уда (Иркутская область, Балаганский район) посетил советский фотограф М. И. Савин, который сделал фоторепортаж музея. Часть фотографий была опубликована в журнале «Огонёк», в котором была опубликована статья А. Старкова о селе и музее.

## Музейный комплекс и экспозиция
Здание волостной управы
Здание волостной управы представляет собой одноэтажный деревянный (бревенчатый) дом с окнами и двускатной крышей. Сюда 17(30) ноября 1903 года прибыл ссыльный революционер-марксист 23-летний Иосиф Джугашвили и провёл одну ночь до определения на поселение в дом одного из местных жителей села. В управу в дальнейшем И. Джугашвили приходил отмечаться. В здании также была организована уникальная библиотека. Одна из комнат была отведена под кабинет директора музея.
Музейные экспонаты
Подарки, которые Сталин прислал местным школьникам, стали первыми экспонатами музея. Среди экспонатов также были письмо-ответ Сталина сельским школьникам, барабан (подарок Сталина), горн, стол, за которым писарь регистрировал прибывших ссыльных; под стеклом — выписка из журнала регистрации, где под номером 10 значилось: «Джугашвили Иосиф Виссарионович, крестьянин...».
В музее был трехметровый вышитый портрет Сталина в сапогах и кителе, а также портрет молодого Сталина.
Один из центральных экспонатов музея — макет дома М. И. Литвинцевой, в котором жил ссыльный Иосиф Джугашвили. Сам дом был утрачен (сгорел) в период Гражданской войны).
В музее также экспонировалась картина «Сталин в ссылке в Новой Уде»; карта с маршрутом побега Сталина через тайгу.
Памятник Сталину
Возле музея на постаменте был установлен бюст Сталина.
Беседка на Киткай-горе
Особое значение приобрела расположенная рядом с селом гора Кит-Кай (Киткай-гора), куда часто ходил ссыльный Иосиф Джугашвили: специально для экскурсантов на горе — на месте где ссыльный Иосиф Джугашвили поставил шалаш — была сооружена беседка.

## Здание музея после закрытия
В 1961 году музей был расформирован и закрыт: памятник Сталину был разрушен, музейные экспонаты, в том числе подарки Сталина пионерам, вывезены «в неизвестном направлении».
В 1960-х годах старая территория села была затоплена (старая Новая Уда в настоящее время на дне Братского водохранилища), и село было отодвинуто. Здание волостной управы, где в 1930-е годы был открыт музей, после затопления было перенесено на новое место.
Сначала в доме волостной управы располагался детский сад, потом — приют, затем — библиотека.

## Попытки восстановления музея
В 1990-х годах предпринимались попытки восстановить музей. В частности, такие попытки предпринимались главой администрации Новой Уды Нелли Пыжьяновой, дочери одного из пионеров, писавших письмо Сталину в 1934 году, — Алексея Ожегова.
В бывшем здании волостной управы, в котором располагалась сельская библиотека, решили открыть комнату истории села. В 1990-е годы была воссоздана беседка на Киткай-горе, на гору «неизвестные геологи» разместили мраморный камень, на котором было написано имя Сталина.
К 300-летию Новой Уды, которое отмечалось в 1998 году, жители начали собирать разные исторические материалы; но ни одного предмета из прежнего музея обнаружено не было. Сохранилось только несколько книг из сталинской библиотеки. На запрос в архив Иркутской области пришел ответ, что ничего из предметов бывшего музея не обнаружено.
В настоящее время из основного здания бывшего музея в другое место был выведен библиотечный фонд. Здание находится в заброшенном состоянии. Беседка была разрушена. К 2010 году беседка была восстановлена из оставшихся после пожара досок; остался также камень.
Член инициативной группы по восстановлению музея Сергей Игумнов утверждает, что «часть экспонатов цела. Необходимо восстановить само здание, которое требует реставрации».

## Музейный комплекс в культуре
По сюжету советского художественного фильма «Сибиряки» (режиссёр Лев Кулешов, 1940), главные герои живут и работают в селе Новая Уда, и некоторые сцены происходят в помещении школьного музея, в котором хранятся экспонаты реального музея Сталина: картина «Сталин в ссылке в Новой Уде», макет дома М. И. Литвинцевой; подаренный Сталиным радиоприёмник (в фильме его «роль сыграл» радиоприёмник СВД-9, выпускавшийся с 1938). В новогоднюю ночь старый охотник Дошиндон (артист Дмитрий Орлов) в музее рассказывает героям фильма Серёже и Пете народное предание о том, как И. В. Сталин с помощью охотника бежал из ссылки, и как в память об этом Сталин подарил ему свою трубку. В фильме музей расположен в двухэтажном школьном здании с большим залом, в котором организован новогодний праздник с большой елью.
Музейная картина «Сталин в ссылке в Новой Уде» показана в советском документальном пропагандистском фильме «По сталинским местам» (1940).

## Фото
- Село Новая Уда, Иркутская область, Балаганский района. Музей Сталина. Апрель, 1952 (недоступная ссылка) // www.fotosoyuz.ru
- Музей Сталина. Место прогулки заключенных во дворе волостной управы. Апрель, 1952 (недоступная ссылка) // www.fotosoyuz.ru
- Село Новая Уда, Иркутская область, Балаганский района. Заболотная улица, на которой жил Сталин. Апрель, 1952 (недоступная ссылка) // www.fotosoyuz.ru
- Современное состояние здания бывшего музея // www.baikalika.ru
- Гора Кит-Кай, где находится беседка Сталина Архивная копия от 17 ноября 2015 на Wayback Machine // irkipedia.ru
- Здание музея Сталина Архивная копия от 17 ноября 2015 на Wayback Machine // static.irk.ru
- Современное состояние здания бывшего музея Архивная копия от 17 ноября 2015 на Wayback Machine // baikal-info.ru